# La Harengère
 La Harengère  là một xã thuộc tỉnh Eure trong vùng Normandie miền bắc nước Pháp.